# Buffalo Soldier (nummer)
"Buffalo Soldier" is een nummer van de Jamaicaanse reggaegroep Bob Marley & The Wailers, geschreven door Bob Marley en Noel G. "King Sporty" Williams en opgenomen tijdens Marleys laatste opnamesessies in 1980. Het werd uitgebracht op het postume album Confrontation uit 1983 en werd een van Marleys bekendste nummers. 
De titel en de tekst gaan over zwarte Amerikaanse legereenheden die bekendstonden als Buffalo Soldiers en vochten in de Amerikaans-indiaanse oorlogen na 1866. Marley vergeleek hun strijd met een overlevingsstrijd en maakte er een symbool van zwart verzet van.
De bridge van het nummer, met de tekst woy! yoy! yoy!, is hetzelfde als "The Tra-La-La Song" uit 1968, het thema van het kinderprogramma Banana Splits, geschreven door Mark Barkan en Ritchie Adams. Er is nooit een proces gevoerd om deze gelijkenis.

## NPO Radio 2 Top 2000
| Nummer met noteringen in de NPO Radio 2 Top 2000 | '18  | '19  | '20  | '21  | '22  | '23 | '24  |
| ------------------------------------------------ | ---- | ---- | ---- | ---- | ---- | --- | ---- |
| Buffalo Soldier                                  | 1754 | 1914 | 1628 | 1840 | 1847 | -   | 1836 |

1. ↑  Een '-' betekent dat het nummer niet was genoteerd en een vetgedrukt getal geeft de hoogste notering aan.
2. ↑  2018 was het eerste jaar met een notering voor dit nummer.

Bob Marley · Junior Braithwaite · Beverley Kelso · Bunny Wailer · Peter Tosh · Cherry Smith · Constantine "Vision" Walker · Earl "Chinna" Smith · Aston Barrett · Joe Higgs · Earl Lindo · Carlton Barrett · Al Anderson · Alvin Patterson · Junior Marvin · Donald Kinsey · Tyrone Downie · I Threes (Rita Marley · Marcia Griffiths · Judy Mowatt)